# Kobieca reprezentacja Polski na mistrzostwach Europy w curlingu
Curling w Polsce jest młodą dyscypliną sportu, pierwsze kluby powstały w 2002 a kraj zadebiutował na Mistrzostwach Europy 2004. Polska od początku występuje w grupie B, podczas 10 występów kraj reprezentowały drużyny 3 klubów oraz wyselekcjonowana reprezentacja w 2009, było to łącznie 24 osoby.
Reprezentację kraju do 2007 wyłaniały mistrzostwa Polski, w 2008 Polski Związek Curlingu zorganizował turniej kwalifikacyjny. W tym samym roku podczas Mistrzostw Europy Polska po raz pierwszy zakwalifikowała się do fazy Page play-off i osiągnęła swoją najwyższą pozycję.
W 2009 Polski Związek Curlingu zatrudnił Markku Uusipaavalniemiego jako selekcjonera reprezentacji i w tym roku na ME wyjechała drużyna łączona. Rok później Polski Związek Curlingu nie dopilnował formalności i reprezentacja nie została dopuszczona do gry przez Europejską Federację Curlingu.
W 2011 drużyny powróciły do rozgrywek Mistrzostw Europy zaczynając grę w grupie C. Reprezentantki z KŚ AZS Politechniki Śląskiej wygrały rozgrywki grupy C, a w grupie B zakwalifikowały się do fazy play-off, gdzie uległy Finkom w meczu o awans do grupy A. Ostatecznie zajęły 4. miejsce w grupie.

## Wyniki
| Rok   | Miejsce | Mecze   | Mecze     | Kamienie | Kamienie  |
| Rok   | Miejsce | Wygrane | Przegrane | Wygrane  | Przegrane |
| ----- | ------- | ------- | --------- | -------- | --------- |
| 2004  | 17      | 2       | 3         | 35       | 46        |
| 2005  | 21      | 1       | 5         | 41       | 54        |
| 2006  | 15      | 3       | 2         | 47       | 31        |
| 2007  | 15      | 2       | 3         | 38       | 31        |
| 2008  | 14      | 4       | 3         | 41       | 30        |
| 2009  | 16      | 3       | 2         | 26       | 20        |
| 20111 | 14      | 14      | 4         | 133      | 82        |
| 2012  | 16      | 4       | 5         | 65       | 59        |
| 2013  | 18      | 3       | 6         | 50       | 69        |
| 2014  | 18      | 4       | 5         | 51       | 60        |
| Razem | Razem   | 40      | 38        | 527      | 482       |

1 - wraz z wynikami z Grupy C

## Reprezentacja
| Rok  | Klub                                  | Czwarta              | Trzecia               | Druga                 | Otwierająca        | Rezerwowa             |
| ---- | ------------------------------------- | -------------------- | --------------------- | --------------------- | ------------------ | --------------------- |
| 2004 | City Curling Club, Warszawa           | Krystyna Beniger     | Karolina Florek       | Anna Fijałkowska      | Katarzyna Selwant  | Marta Szeliga-Frynia  |
| 2005 | City Curling Club, Warszawa           | Krystyna Beniger     | Karolina Florek       | Anna Fijałkowska      | Katarzyna Selwant  | Magdalena Dobiszewska |
| 2006 | Media Curling Club, Warszawa          | Marta Szeliga-Frynia | Agnieszka Ogrodniczek | Katarzyna Wicik       | Marianna Das       | Justyna Zalewska      |
| 2007 | Media Curling Club, Warszawa          | Marta Szeliga-Frynia | Katarzyna Wicik       | Agnieszka Ogrodniczek | Marianna Das       | Justyna Zalewska      |
| 2008 | Media Curling Club, Warszawa          | Marta Szeliga-Frynia | Katarzyna Wicik       | Agnieszka Ogrodniczek | Marianna Das       | Maria Kluś            |
| 2009 | -                                     | Maria Kluś           | Magdalena Muskus      | Elżbieta Ran          | Agnieszka Handzlik | Magda Strączek        |
| 2011 | KŚ AZS Politechniki Śląskiej, Gliwice | Elżbieta Ran         | Magda Strączek        | Magdalena Dumanowska  | Agata Musik        | Agnieszka Handzlik    |
| 2012 | KŚ AZS Politechniki Śląskiej, Gliwice | Elżbieta Ran         | Magda Strączek        | Magdalena Dumanowska  | Agata Musik        | Justyna Wojtas        |
| 2013 | KŚ AZS Politechniki Śląskiej, Gliwice | Elżbieta Ran         | Magda Strączek        | Magdalena Dumanowska  | Joanna Waryszak    |                       |
| 2013 | KŚ AZS Politechniki Śląskiej, Gliwice | Marta Pluta          | Julia Malinowska      | Marta Malinowska      | Ewa Stych          | Joanna Benet          |

## Mecze
| Polska    | Mecze                                                      | Mecze                          | Kamienie | Kamienie  | Średni wynik |
| Polska    | Wygrane                                                    | Przegrane                      | Wygrane  | Przegrane | Średni wynik |
| --------- | ---------------------------------------------------------- | ------------------------------ | -------- | --------- | ------------ |
| Andora    | 1                                                          | 0                              | 12       | 4         | 12:4         |
| Andora    | 12:4                                                       | -                              | 12       | 4         | 12:4         |
| Anglia    | 3                                                          | 2                              | 34       | 31        | 7:6          |
| Anglia    | 6:5 • 11:5 • 7:5                                           | 5:9 • 5:7                      | 34       | 31        | 7:6          |
| Austria   | 3                                                          | 2                              | 37       | 34        | 7:7          |
| Austria   | 9:7 • 14:3 • 6:5                                           | 2:11 • 6:8                     | 37       | 34        | 7:7          |
| Belgia    | 1                                                          | 0                              | 10       | 1         | 10:1         |
| Belgia    | 10:1                                                       | -                              | 10       | 1         | 10:1         |
| Białoruś  | 3                                                          | 1                              | 25       | 25        | 6:6          |
| Białoruś  | 7:6 • 7:4 • 7:6                                            | 4:9                            | 25       | 25        | 6:6          |
| Chorwacja | 4                                                          | 1                              | 57       | 20        | 11:4         |
| Chorwacja | 15:3 • 13:2 • 10:3 • 10:2                                  | 9:10                           | 57       | 20        | 11:4         |
| Czechy    | 0                                                          | 1                              | 6        | 11        | 6:11         |
| Czechy    | -                                                          | 6:11                           | 6        | 11        | 6:11         |
| Estonia   | 1                                                          | 4                              | 31       | 32        | 6:6          |
| Estonia   | 8:1                                                        | 3:6 • 8:9 • 7:8 • 5:8          | 31       | 32        | 6:6          |
| Finlandia | 0                                                          | 5                              | 21       | 37        | 4:7          |
| Finlandia | -                                                          | 4:8 • 5:6 • 4:6 • 7:8 • 1:9    | 21       | 37        | 4:7          |
| Francja   | 2                                                          | 1                              | 13       | 20        | 4:7          |
| Francja   | 7:5 • 5:4                                                  | 1:11                           | 13       | 20        | 4:7          |
| Hiszpania | 4                                                          | 2                              | 44       | 34        | 7:6          |
| Hiszpania | 10:8 • 9:3 • 6:4 • 9:3                                     | 6:10 • 4:6                     | 44       | 34        | 7:6          |
| Holandia  | 0                                                          | 3                              | 11       | 24        | 4:8          |
| Holandia  | -                                                          | 7:8 • 2:8 • 2:8                | 11       | 24        | 4:8          |
| Irlandia  | 1                                                          | 0                              | 10       | 6         | 10:6         |
| Irlandia  | 10:6                                                       |                                | 10       | 6         | 10:6         |
| Łotwa     | 1                                                          | 5                              | 39       | 53        | 7:9          |
| Łotwa     | 12:5                                                       | 10:12 • 3:11 • 4:9 • 6:8 • 4:8 | 39       | 53        | 7:9          |
| Norwegia  | 1                                                          | 1                              | 7        | 12        | 4:6          |
| Norwegia  | 6:5                                                        | 1:7                            | 7        | 12        | 4:6          |
| Słowacja  | 10                                                         | 2                              | 76       | 52        | 6:4          |
| Słowacja  | 10:4 • 8:5 • 9:3 • 5:3 • W:P • 7:3 • 8:4 • 7:4 • 7:3 • 7:6 | 6:7 • 2:10                     | 76       | 52        | 6:4          |
| Słowenia  | 1                                                          | 0                              | 11       | 9         | 11:9         |
| Słowenia  | 11:9                                                       | –                              | 11       | 9         | 11:9         |
| Turcja    | 1                                                          | 2                              | 23       | 24        | 7:8          |
| Turcja    | 8:4                                                        | 10:11 • 5:9                    | 23       | 24        | 7:8          |
| Walia     | 2                                                          | 0                              | 18       | 1         | 9:1          |
| Walia     | 8:1 • 10:0                                                 | -                              | 18       | 1         | 9:1          |
| Węgry     | 1                                                          | 5                              | 37       | 46        | 6:8          |
| Węgry     | 6:3                                                        | 7:8 • 8:10 • 4:6 • 6:12 • 6:7  | 37       | 46        | 6:8          |
| Włochy    | 0                                                          | 1                              | 5        | 6         | 5:6          |
| Włochy    | –                                                          | 5:6                            | 5        | 6         | 5:6          |
| Razem     | 40                                                         | 38                             | 527      | 482       | 7:6          |